# Deucalion (fils de Prométhée)
Pour les articles homonymes, voir Deucalion.

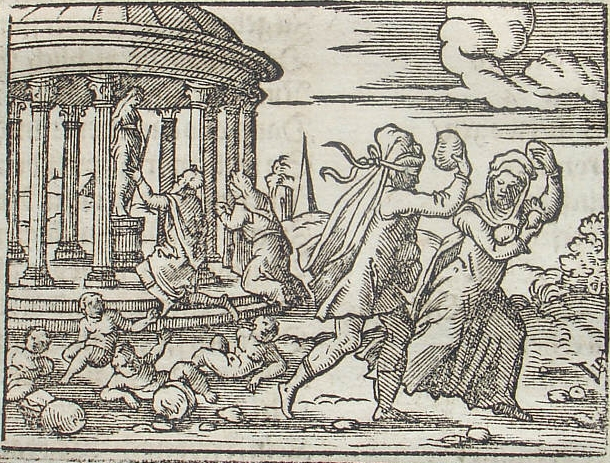
Deucalion et Pyrrha, illustration de Virgil Solis pour une édition des Métamorphoses (1562)

Dans la mythologie grecque, Deucalion (en grec ancien Δευκαλίων / Deukalíôn), fils du Titan Prométhée et de Pronoia (ou de Clymène selon les traditions, aussi orthographié Clyméné ou Célaino), est le seul survivant, avec sa cousine et femme Pyrrha, du Déluge décidé par Zeus.

## Mythe antique

### Avant et pendant le Déluge
Le mythe du déluge chez les Grecs est directement lié à l’existence des races humaines, créées par les dieux et se succédant sur la terre. Le déluge où Deucalion agit est dirigé contre la race d’airain, troisième race créée par les dieux, et la deuxième créée par Zeus et les Olympiens. Ce mythe du déluge est le troisième présent dans la mythologie grecque : le premier est le Déluge d’Ogygès ou Ogygos, et le deuxième celui de Dardanos, leurs noms étant donnés par les noms des sauveurs de l’humanité.
Deucalion, fils de Prométhée, règne sur la Phtie, une région de Thessalie en Grèce. Il a pour épouse sa cousine Pyrrha, fille d’Epiméthée et de Pandore. Zeus, las des guerres interminables entre les gens de la race d’airain, décida de l’anéantir par un déluge. Prométhée conseilla à son fils Deucalion de construire une caisse, d’y apporter tout le nécessaire et de s’y enfermer avec Pyrrha,. Dans une autre version du mythe, partagée par Lucien de Samosate et très semblable aux versions mésopotamiennes et bibliques du Déluge, Deucalion fait monter dans sa caisse "ses femmes et ses enfants", ainsi qu'un couple de chaque race d'animaux de la Terre,. 
Dans les différentes versions, le navire de Deucalion est une caisse ou un coffre, λάρναξ / larnax en grec ancien (ou κιϐώτιον / kibôtion, petit coffre, dérivé de κιϐωτός / kibôtos, “coffre, caisse, boîte”, chez Lucien de Samosate). Il est très probable que cela fasse référence à une embarcation, surtout si Deucalion embarque avec lui femmes, enfants, provisions et animaux en tous genres, semblable aux couffes babyloniennes. Le terme χιβωτιον / kibotion rappelle le terme kibotos, utilisé par Saint Paul pour désigner l’Arche d’Alliance et l’Arche de Noé. Très polyvalent, le terme peut aussi désigner le coffre d’argent d’Héphaïstos dans lequel il range ses outils, le coffre de cèdre qui protège le petit Cypsélos des Bacchiades, ou le coffre funéraire en or où sont placés les ossements de Patrocle ; il fait aussi référence aux cercueils de cyprès des Athéniens morts durant la guerre du Péloponnèse, ou aux berceaux des nouveau-nés. 
Zeus déchaîna les eaux depuis le ciel et inonda la terre ; les montagnes de Thessalie se fendirent, et la Grèce devint un miroir d’eau. Tous les hommes ne moururent pas durant ce déluge ; Deucalion et Pyrrha survécurent, ainsi que les hommes ayant réussi à gagner les sommets des montagnes. Les déluges grecs, à la différence de ceux présents dans les récits orientaux, ne sont pas universels : seule la Grèce entière, ou une grande partie, est touchée par ce déluge. Deucalion et Pyrrha restèrent enfermés dans la caisse pendant 9 jours et 9 nuits, avant d’accoster sur le sommet du mont Parnasse,. Selon d'autres versions, ils abordent le mont Athos, ou le mont Orthys (lieu de refuge des Titans et de Typhon lors de la guerre contre les Olympiens),.  

### La renaissance de l'humanité
Lorsque Deucalion sortit avec Pyrrha de la caisse, il offrit un sacrifice à Zeus Phyxios (Protecteur des fugitifs) pour l’avoir protégé dans sa fuite et les avoir sauvés. Zeus, pour le remercier à son tour, envoya Hermès visiter Deucalion pour lui proposer un vœu. Deucalion, souhaitant voir revivre l’humanité, demanda pour vœu « des hommes » au dieu. Zeus lui dit alors de jeter par-dessus lui des cailloux. Le couple lança des cailloux par-dessus leurs épaules, et des cailloux lancés par Deucalion naquirent les hommes, et de ceux lancés par Pyrrha, les femmes,. 
Une autre version fait intervenir l'oracle de Thémis. Réfugiés sur le mont Parnasse, Deucalion et Pyrrha reçoivent l'ordre de l'oracle de Thémis de jeter derrière eux les os de leur grand-mère afin de repeupler la terre. Comprenant qu'il s'agit de Gaïa (la Terre), dont les pierres sont les os, ils ramassent des pierres et les jettent derrière eux : celles que jette Deucalion se changent en hommes, et celles que jette Pyrrha, en femmes. Cette fable paraît fondée sur le double sens du mot grec laos, qui signifie à la fois pierre et peuple. Cette nouvelle race d'Hommes est appelée "la race de pierre", et participe au mythe de l'autochtonie, souvent utilisé par les Grecs pour signifier leur appartenance à un territoire ou à une cité donnée (on peut citer comme hommes nés de la terre Erechthée, premier roi de l'Attique, ou Pélasgos en Arcadie),. 

### Descendance
Deucalion et Pyrrha ont pour enfants Hellen (le père de tous les Grecs selon Eschyle, et Pindare), Amphictyon, Protogénie, et Pandore et Thyia. Hellen donnera naissance à Doros, Xouthos et Eolos, et Xouthos donnera à son tour naissance avec sa femme Créuse à Ion et Achaeos. Ainsi, selon la mythologie grecque, Deucalion et Pyrrha sont les ancêtres communs de tous les Grecs ; le mythe sera de ce fait très populaire à partir de l'époque classique et hellénistique.

### Littérature antique
La locution latine A Deucalione utilisée pour signifier "il y a très longtemps" vient de Gaius Lucilius, Satires, 6, 284.

## Postérité après l'Antiquité

### Peinture

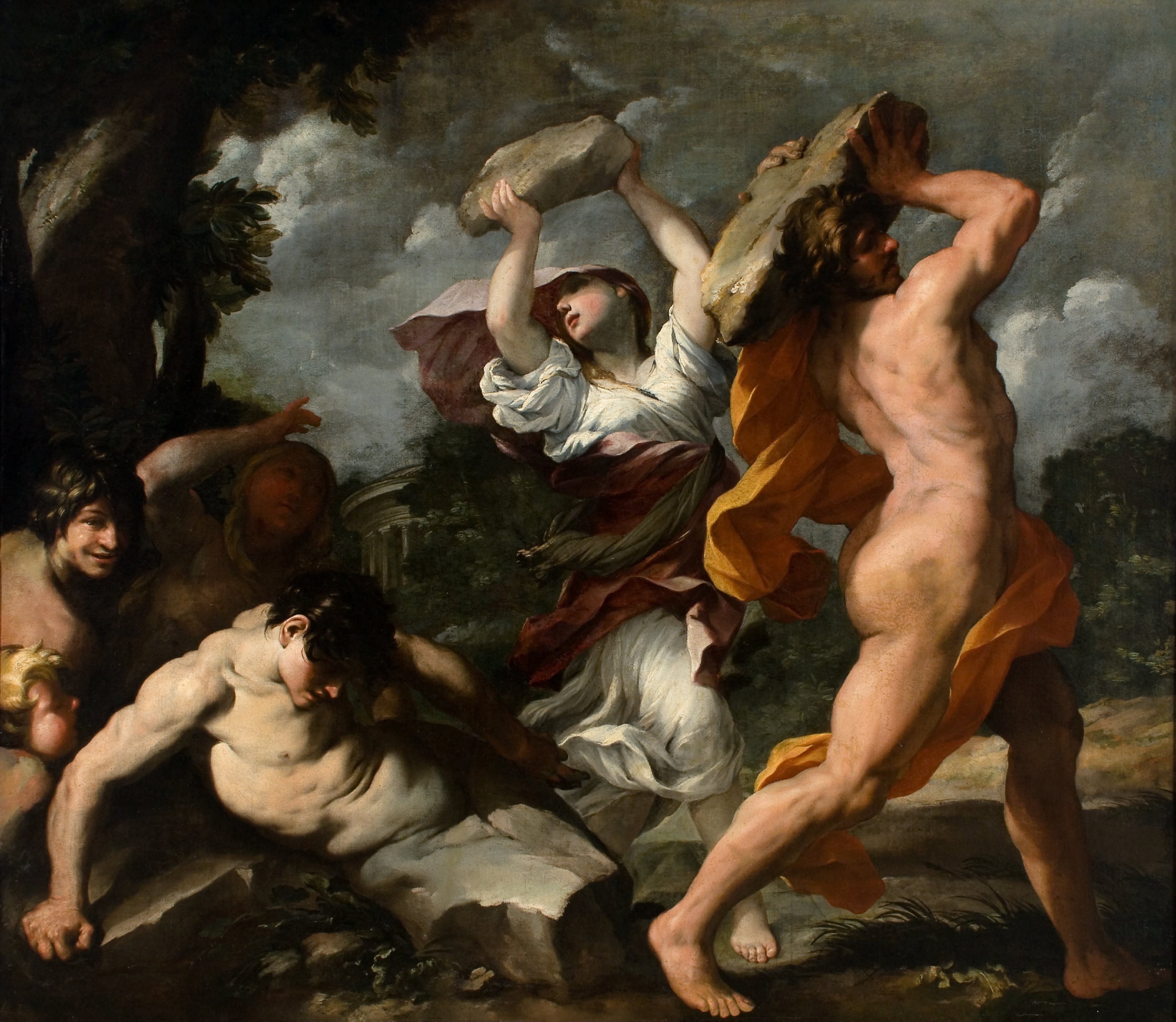
Giovanni Maria Bottalla, Deucalion et Pyrrha, vers 1635. Musée national des beaux-arts du Brésil.

Deucalion et Pyrrha fournissent le sujet de plusieurs tableaux de la peinture mythologique à la Renaissance et ensuite. Vers 1635, le peintre baroque italien Giovanni Maria Bottalla (it) les représente jetant des pierres derrière eux pour faire renaître l'humanité. Le peintre italien Giovanni Benedetto Castiglione leur consacre une toile en 1665.

### Philosophie
Le mythe de Deucalion est cité par Emmanuel Levinas dans Totalité et Infini, afin de critiquer l'idée aristotélicienne d'une société qui serait créée par la réunion naturelle de plusieurs familles, ou par une appartenance à un genre humain, mais bien plutôt par la rencontre du visage de l'autre qui est par soi signification et expression de l'humanité :  

« Le statut même de l'humain implique la fraternité de l'idée du genre humain. Elle s'oppose radicalement à la conception de l'humanité unie par la ressemblance, d'une multiplicité de familles diverses sorties de pierres jetées par Deucalion derrière son dos et qui, par la lutte des égoïsmes aboutit à une cité humaine. »

Dans le second de ses deux ouvrages majeurs, Autrement qu'être au-delà de l'essence :

« Tous les autres qui m'obsèdent en autrui, ne m'affectent ni comme des « exemplaires » du même genre réunis avec mon prochain par ressemblance ou par communauté de nature individuations du genre humain ou fragments du même bloc telles les pierres métamorphosées en homme par Deucalion et qui, derrière son dos, devaient s'agglomérer en cités avec leur cœur de pierre »

Emmanuel Levinas permet de penser la société autrement que comme agrégat d'individus qui prennent sens par leur agrégation. La société ne se construit pas comme une cité où chaque individu constituerait une pierre mais sur une relation de visages. Elle rassemble des cœurs de chair dont les relations - diachroniques - sont irréductibles à une construction synchronisée dans un espace.[réf. incomplète]. Il ne s'agit pas de sa part d'une étude de mythologie comparée ni de religion grecque mais de la projection anachronique de ses propres conceptions sur un mythologème selon N. Chomsky, « a case of a priori instrumentalization ».

### Astronomie
L'objet transneptunien (53311) Deucalion porte son nom.

## Sources
- Platon, Timée [détail des éditions] [lire en ligne] 22b ; Critias 112a
- Luc Brisson (dir.) (trad. du grec ancien), Timée : Platon, Œuvres complètes, Paris, Éditions Flammarion, 2008 (1re éd. 2006), 2204 p. (ISBN 978-2-08-121810-9)
- (fr) Emmanuel Levinas, Totalité et Infini : Essai sur l’extériorité, Le Livre de Poche, 1991 (1re éd. 1961) (ISBN 978-2-253-05351-4)
- Charles Kerényi, La mythologie des Grecs, histoires des dieux et de l'Humanité, trad. Henriette de Roguin, Paris, Payot, 1952.
- Alain Moreau, Mythes Grecs I, Montpellier, Publications de la Recherche, Université Paul-Valéry, 1999.
- Paul Decharme, Mythologie de la Grèce Antique, Paris, Garnier Frères, 1879.
- Jacques Desautels, Dieux et mythes de la Grèce Ancienne, la mythologie gréco-romaine, Québec, Presses de l'Université Laval, 1988.